# Sarah Christensen
Sarah Christensen (28 de marzo de 1989) es una deportista danesa que compitió en remo.
Ganó una medalla de plata en el Campeonato Mundial de Remo de 2012 y una medalla de plata en el Campeonato Europeo de Remo de 2010, en la prueba de cuatro scull ligero.

## Palmarés internacional
| Campeonato Mundial | Campeonato Mundial          | Campeonato Mundial | Campeonato Mundial  |
| Año                | Lugar                       | Medalla            | Prueba              |
| ------------------ | --------------------------- | ------------------ | ------------------- |
| 2012               | Plovdiv (Bulgaria)          | Medalla de plata   | Cuatro scull ligero |
| Campeonato Europeo |                             |                    |                     |
| Año                | Lugar                       | Medalla            | Prueba              |
| 2010               | Montemor-o-Velho (Portugal) | Medalla de plata   | Cuatro scull ligero |